# President's House (Albuquerque)
La President's House – ou University House – est une maison américaine à Albuquerque, dans le comté de Bernalillo, au Nouveau-Mexique. Située sur le campus principal de l'université du Nouveau-Mexique, elle a été construite en 1930 dans le style Pueblo Revival, selon les plans de l'architecte Miles Brittelle. Elle est inscrite au Registre national des lieux historiques depuis le 22 septembre 1988.